# Leordina
Leordina là một xã thuộc hạt Maramureș, România. Dân số thời điểm năm 2002 là 2581 người.